# تتراکیس (تری‌فنیل‌فسفین) پلاتین (۰)
تتراکیس(تری‌فنیل‌فسفین)پلاتین(۰) (به انگلیسی: Tetrakis(triphenylphosphine)platinum(0)) با فرمول شیمیایی C72H60فسفر4پلاتین یک ترکیب شیمیایی با شناسه پاب‌کم 11979705 است. که جرم مولی آن 1244.24 g/mol می‌باشد. شکل ظاهری این ترکیب، بلورهای زرد است.